# Pokolj u Albaniji 1951.
Pokolj u Albaniji 1951. godine (алб.  — „Pokolj 1951. godine”) bio je zločin protiv čovečnosti bez procesuiranja u kome je režim pod vođstvom ozloglašenog komuniste i staljiniste Envera Hodže, likvidirao 22 intelektualaca 25. i 26. februara 1951. godine. Egzekuciju su izvršili pripadnici Sigurimija, na osnovu odluke Politbiroa Centralnog komiteta Partije rada Albanije. Razlog za ovu akciju bila je eksplozija bačene bombe u dvoriste sovjetske ambasade u Tirani, koju su organizovali antikomunisti iz podzemlja Tirane. Kao rezultat toga, uticajne ličnosti sposobne da konsoliduju albansku opoziciju i suprotstave se režimu fizički su eliminisane.
Na četrdesetu godišnjicu od ovog zloćina, tačnije 1991. godine žrtve su formalno rehabilitovana i oslobođene krivice, a 2008. godine i posthumno odlikovane Ordenom časti nacije.

## Istorija
Komunistička partija Albanije (albanski: Partia Komuniste e Shqipërisë) osnovana je 8. novembra 1941. godine u Tirani. Partija je pred kraj Drugog svetskog rata uspostavila novi režim u novembru 1944., kad su komunisti konačno proterali nemačke okupatore iz Albanije.
Za razliku od ostatka istočne Evrope (osim Jugoslavije), staljinisti su u Albaniji došli na vlast bez značajnije vojne pomoći SSSR-a, što je nadalje pridonelo sve većim ambicijama albanskih partokrata, čij ideologija nije bila toliko sovjetska, koliko zapadna. U tom periodu postojalo je mišljenje da bez britanskog oružja albanski komunisti ne bi dobili rat i posle njega došli na vlast. Međutim vladajuća partija u NR Albanije kada je došla je na vlast 1944. godine i na njoj se održala do 1992. godine, menjala je politiku i prema zapadu i prema SSSR-u.
Predsednik KP Albanije od njenog osnivanja pa do svoje smrti, 1985. godine, bio je Enver Hodža. Godine 1948. partija je promenila naziv u Partija rada Albanije (albanski: Partia e Punës e Shqipërisë), da bi se 1991. godine, u sklopu promena koje su zahvatile mnoge zemlje Evrope reformisala i promenila naziv u Socijalistička partija Albanije (albanski: Partia Socialiste e Shqipërisë).
Iako KP Albanije nije bila članica Informbiroa, ona je, juna 1948. godine, podržala Rezoluciju i učestvovala u kampanji protiv KPJ. Na Jedanaestom plenumu CK KPA, septembra 1948. godine, izvršeni su napadi na KPJ sa pozicija Rezolucije Informbiroa. Prvi kongres KPA, održan od 8. do 21. novembra 1948. godine, usvojio je dugoročnu neprijateljsku politiku prema Jugoslaviji. Visoki funkcioner KPA Koči Džodže uhapšen je 2. decembra 1948. i na procesu od 12. maja do 13. juna 1949. godine osuđen na smrt streljanjem, pod optužbom da je podržavao Tita i radio protiv Informbiroa u Albaniji. 
- Mehmet Šehu
- Enver Hodža

Nakon uklanjanja Kočija Džodžea, Mehmet Šehu (koji že biti jedan od inicijatora masakra 1951) postao je novi šef albanskih bezbedonosnih snaga. Rođen u porodici fanatičnog islamiste šeika, on se neko vreme interesovao za verski fundamentalizam. Ali kada je krajem 1930-ih ova jeres zaboravljena: Šehu je svoj život povezao sa staljinizmom. Najpre se obreo u Španiji, gde se borio u brigadi Garibaldi, a zatim u logoru u Francuskoj, nakon čega se našao u zatvoru za naciste. Kada je pušten iz zatvora dozvoljeno mu da se vrati u Albaniju, gde je ponovo zatvoren. U zatvoru se nije dugo zadržavao: jer mu je na zahtev lokalnih fašista bilo dopušteno da slobodno šeta. Kasnije je i sam taj čin nazvao „nacističkom greškom“, ali niko ne zna šta se tada dešavalo, jer nije tajna da su u tom periodu mnogi ugledni komunisti radili, kako kažu, „na dve strane”.  Kao i svi albanski komunisti, on je još kao partizan u Drugom svetskom ratu sarađivao s Britancima i to obrazlago rečima: 
| „ | Staljin je daleko, a Britanci su ovde, zašto ne bi sarađivali? | ” |

 Šehu je bio ozbiljno povezan i sa tradicionalnom mafijom, koja je izgubil vođe nekih lokalnih klanova.

Nakon Drugog svetskog rata, karijera partizana Šehua krenula je uzlaznom putanjom. Postavljen  je za zamenika načelnika generalštaba u rangu - generala vojske. Sledećih trideset godina prošlo je pod znakom represije koju je Šehu organizovao. koliko je bio surov, govori podatak da je voleo da priča kako je lično obesio prethodnog načelnika beezbednosti Koči Džodžea.
| „ | Ukratko, ovakav komunistički dželat bila je opasna figura Albanije, što se pokazalo i u masakru 1951. nad nedužnim intelektualcima. | ” |

### Otpor režimu u Albaniji s početka 1950-tih
U periodu od 1948. do 1960. godine NR Albanija je bila pod snažnim uticajem SSSR-a i dosledno sprovodila „staljinstičku politiku“. Brojni socijalni programi u Albaniji realizovani su uz pomoć sovjetske vlade, koja je kako u ekonomskom tako i u političkom smislu pružali Enverovom režimu značajnu podršku. Istovremeno je jednostrana vladavina komunista, nacionalizacija ekonomije, progon religije, represija od strane Sigurimija izazvali široko nezadovoljstvo u zemlji.
Kako se Albancima nije svidelo „dirljivo jedinstvo” Staljina i Hodže, javio se otpor režimu početkom 1950-ih, iako pod snažnom presijom Sigurimija i Mehmeta Šehua.
Organizovana opozicija delovala je uglavnom u egzilu, i pokušavala da ubaci ilegalce u Albaniju. Tokom 1949. godine osnovan je Nacionalni komiteta „Slobodna Albanije”  - Udruženje za borbu protiv imigracije, u kojem je glavnu ulogu odigrao nacionalista Balli Kombëtar. U Albiniju su delovale i tajne organizacije, od kojih su neke održavale tajnu komunikaciju i sa „Slobodnom Albanijom” u egzilu.

#### Pripreme za bombaški napad na ambasadu SSSR
Jena od prvih akcija koju je organizovala ilegala u Albaniji bila je bombaški napad na ambasadu SSSR u Tirani. Akciju je organizova 20-to godišnji momak po imenu Husen Lula, koji je nekada služio u MUP-u, član antikomunističkog podzemlja, i organizacije „Front otpora", a pridružio mu se i zaposleni u ambasadi SSSR Kazim Laši takođe član Fronta (poput Lulua, i on je otpušten, ali ne iz Ministarstva unutrašnjih poslova, već iz vojske). U organizaciju bombaškog napada bili su uključeni ne samo bivši već i sadašnji oficiri: Ali Vogli i Rustem Tači, vođa Fronta otpora, Seyfull Shima (koji je bio i sekretar civilne organizacije CPA), Zenel Rika, trgovac limunadom, i fizičar Mark Zephy, takođe su pripadniici Fronta otpora.
U vreme eksplozije organizacija se ponosno zvala „Nacionalno jedinstvo“ i smatrala se delom Nacionalnog komiteta Slobodne Albanije (tako da Komitet koji je bio u inostranstvu jedva da je bio u stanju da koordinira oružane akcije u zemlji).

Neposredno pre događaja aktivisti su izdali manifestni letak u kome su naveli...
| „ | Enver Hodža i njegova klika su agente moskovskog Kremlja, koji su ukrali pobedu malog hrabrog naroda nad nacističkim osvajačima i pretvorili Albaniju u „koloniju Rusije"...letak se ovako završavo...Ne boj se komunista - oni su osuđeni na nestanak sa lica Zemlje | ” |

## Eksplozija u sovjetskoj ambasadi
U noći 19. februara 1951.godine, dok je stražu čuvao Kazima Lachija, Husen Lula je bacio  improvizovanu bombu na zgradu Ambasade SSSR U Tirani. Eksplozija nije bila jaka i nije dovela do veće štete i žrtava, samo je razbijeno nekoliko prozora od detotanice. Kazim Lachi uhapšen je nekoliko sati kasnije i pogubljen gotovo odmah. Husen Lula ubijen je u sukobu sa tajnim agenatima Sigurimija nekoliko dana kasnije . Aktivisti „Nacionalnog jedinstva“ koji su planirali da beže u Jugoslaviju u martu i aprilu 1951. bili su zarobljeni od Sigurimija, i svi koji su pružali otpor poput Lule, i umrli u sukobima.
Dana 9. oktobar 1951 vojni sud izrekao 14 presuda  . Upućeno je pet osoba - Seyful Shima, Kazim Lachi, Ali Vogli, Rustem Tachi, Zenel Rika. Pet osoba, uključujući Marka Zephyja, na kazne zatvora u rasponu od 5 do 25 godina u zatvorima i radnim logorima. Tri osobe poslane su na 15-mesečni prinudni rad. Jedan od optuženih oslobođen je.
Pouzdano se zna verzija po kojoj je akcija Lule i Lachija isprovocirana od strane Sigurimija kako bi dobili izgovor za represiju prema intelektualcima. Sigurimiju je bilo lako da isprovocira mladog 20 godina stzarog Lule, žestokog antikomunista željnog akciji. Situacija se često upoređuje sa ubistvom Kirova..

## Spisak žrtava
1. Yonuz Katzeli, biznismen
2. Ali Köraliu, republikanski političar, pravnik
3. Anton Delhuis, građevinar, učitelj
4. Gön Temali, farmaceut
5. Fadil Dizdari, bibliotekar, knjižar
6. Khaki Kodra, biznismen
7. Hekuran Troka, biznismen
8. Nico Lezo, hemičar
9. Manush Peshkepia, pjesnik
10. Zyundi Herry, novinarka
11. Pandeli Nova , privrednik
12. Mehmet Ali Shkupi, inženjer grijanja
13. Luka Rašković, inženjer automobila, poduzetnik
14. Pandeli Nova , privrednik
15. Petro Konomi , telegrafski operater
16. Tefik Šehu, ekonomista, pravnik
17. Gafur Egeni, oficir, učesnik bitki s italijanskim okupatorima
18. Muftar Egeni, oficir, učesnik u bitkama s nemačkim osvajačima
19. Pierrin Guraziu, ekonomista, sportista
20. Tom Katundi, inženjer
21. Reise Self, biznismen, građevinski menadžer
22. Kemal Kasaruho , ekonomista
23. Sabiha Kashimati, biolog (prva albanka doktor nauka, školski drug Envera Hodže )

Iako od navedenih lica u spisku niko nije imao nikakve veze sa Frontom otpora i eksplozijom u sovjetskoj ambasadi, oni nisu skrivali antikomunističke poglede i svoju pripadnost opoziciji. Mahom su bili intelektualna elita Albanije, koji su uživali poštovanje i autoritet u zemlji. Neki od njih  kao npr. braća Katseli, Köraliu, Egeni, imali su višegodišnje iskustvu u političkoj aktivnosti ili vojnoj službi.
Sastavljači popis ovih lica i Sigurimi nije tvrdio da su sva uhapšena lica upletena u bombaški napad na sovjetsku ambasadu - ali su naglašavali političku opasnost koja je neposredno proizišla iz njihovog opredeljenja. Tu procene u optužnici od 25. februara 1951. ponovio je vojni tužitelj Siri Šaršani, koji je kasnije priznao...da nema nikakvih dokaza ili barem dokaza o konkretnoj krivici tih ljudi o  učešću u terorističkom napadu 19. februara. Zaključak tužitelja je sadržavao samo stereotipne optužbe...„da su odgovorni za stvaranje terorističke organizacije" i povezanosti s „angloameričkim imperijalistima". Te iste teze naknadno su navedne u sudskim odlukama koje su donet retroaktivno.
Jedina žena koja je stradala u masakru

Na tom spisku našla se i biologinja Sabiha Kasimati, pod optužbom da je učestvovala u terorističkim akcijama i daj je službenik stranih špijunskih agencija. Na suđenju je Sabiha negirala sve navode iz optužnice, i u svoju odbranu, pored ostalog, izjavila:
| „ | Ja sam protiv narodne moći jer se ona ne slaže s mojom ideologijom. Nikada nisam mislila da se revolucionarnim aktima može postići socijalizam. Studirala sam biologiju i prema tome sam evolucionista. Evolucija je u prirodi stvari. Nasilje ne vodi u socijalizam, a još manje u demokratiju, već samo direktno u propast! | ” |

Sabiha Kasimati bila je jedina žena među 22 ubijena muškarca, i zadnja koja je ubijena.
Pored navedenih lica uhapšeni su i mnogi rođaci i prijatelji pogubljenih žrtava.

## Izvršenje masakra
Prvi koji je stradao u maskru 25. februara 1951. bio je Jonuz Katzeli, koji je stradao u kancelariji istražitelja, za vreme sasluđavanja od strane ministra policije Mehmeta Šehu. Naime kako je Jonuz ispitivanje  pretvoriti u tuču, ometajući omraženog ministra unutrašnjih poslova da ga sasluša, uz pomoć stražarskog kapetana Šehu je uspeo uzvratiti na napad i čak izbaciti Jonuza kroz prozor. Prema službenoj verziji, Jonuz je sam skočio kroz prozor.
Ostatak uhapšenih njih 21 strejeljano je u noći 26. februara 1951. i sakrivenu u zajedničkom grobu na obali reke Erzen kod Tirane . Istog dana, Narodna skupština usvojila je hitni zakon „o borbi protiv terorizma“, koji je praktično ukinuo sve pravne postupke sa odgovarajućim optužbama. Mehmet Šehu pozdravio je davanje Sigurimiju neograničenu moć.
Formalna odluka vojnog suda koji je odobrio smrtne kazne, doneta je 5. marta 1951. godine, više od sedam dana nakon ubistva. U doba represalije bila je nezakonita čak i prema formalnim regulatornim aktima NRA-e. Prigovor protiv izvansudskog izvršenja izrazili su i u Ministarstvu pravde i Vrhovnom sudu. Ubistvo 22 osobe bila je akt državnog terorizma i nezakonite vladavine . Napad na sovjetsku ambasadu iskorišten je kao izgovor za političku odmazdu, kojom je partijsko-državna elita eliminisal potencijalne organizatore opozicije.
Kada je izvršen masakr nad nevinim žrtvama, Sigurimi je izveo pre dsud prave bombađe. Luluova grupa bombaša pružajuči poginula je u pucnjavi. Dok je 14 ljudi iz podzemlja uhapšeno. Sudili su im,i irekli im kazne 9. oktobra 1951. Petorica su streljana, među njima i Kazim Lači. Međutim ovim presudama prethodna načinjen masakr nad nevinim žrtvama, formalno ništa nije mnogo promeniti.
U aprilu 1956., na aprilskoj stranačkoj konferenciji u Tirani, poražena je i unutarstranačka opozicija , a  na osnovu odluka 20. kongresa KPJ, sve više je jačala staljinistička diktatura Envera Hodže, koja je nanela mnogo zla Albanskom narodu.

## Literatura
- Paulin Kola (januar 2003). The Search for Greater Albania. C. Hurst & Co. Publishers. стр. 112—. ISBN 978-1-85065-596-1. (jezik: engleski)
- Library of Congress. Legislative Reference Service (1954). Tensions Within the Soviet Captive Countries: Albania [by K. Vokopola. U.S. Government Printing Office.
- Gazeta 55, p. 16-17 (jezik: albanski)